# Emilie Schmitz

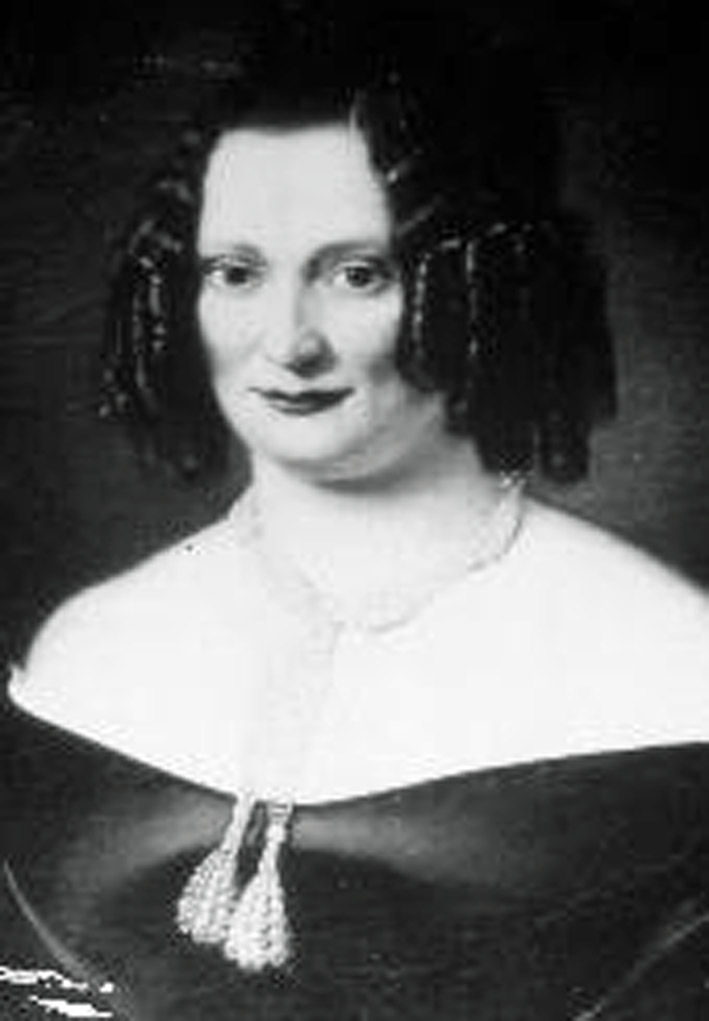
Emilie Schmitz um 1835

Emilie Schmitz, geborene Raab (* 1807 in Heinsberg; † 17. März 1891 in Bensberg), war eine bekannte und großzügige Spenderin in der ehemaligen Gemeinde Bensberg. Sie lebte in der Weyerburg an der Overather Straße 8.

## Leben
Emilie Schmitz war verheiratet mit Carl Thomas Schmitz, einem Rentmeister der Stadt Köln. Er lebte von 1790 bis 1873 und war sehr vermögend. Während er der katholischen Kirche angehörte, war Emilie Schmitz evangelisch. Am Sterbebett hatte sie ihrem Mann versprochen, sich zielstrebig für die Fertigstellung und Ausstattung der Pfarrkirche St. Nikolaus in Bensberg einzusetzen. Das Portraitpaar von Emilie und Carl Thomas Schmitz, um 1835 von dem Kölner Maler Wilhelm Kleinenbroich geschaffen, befindet sich im Depot des Wallraf-Richartz-Museums.

## Spenden und Engagement

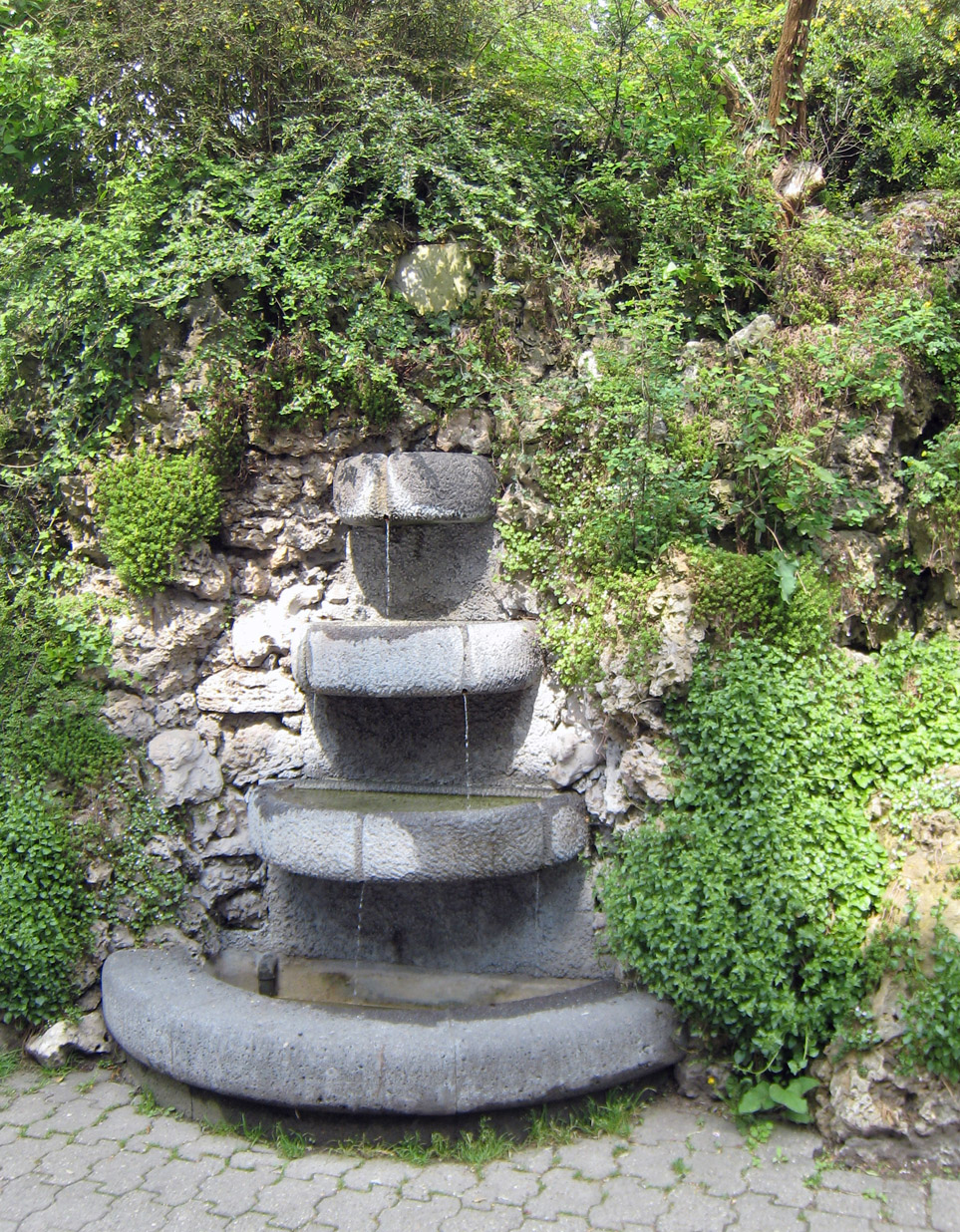
Emilien Brunnen 2018

So spendete sie 1883 für die Fertigstellung des Turms der Kirche 27.000 Mark. Zusätzlich gab sie für die Glocke im D-Ton 3.439 Mark. Zum Dank erhielt die Glocke den Namen Emilie und die Aufschrift: „Emilie Raab heiße ich, Bensbergs Lieb erdachte mich, des Höchsten Ehr verkünde ich.“ Leider wurde die Glocke 1917 zu Kriegszwecken eingeschmolzen.
Das Engagement von Emilie Schmitz war vielfältig. Hier kann nur ein kleiner Auszug erwähnt werden. Sie war auch Initiatorin zur Gründung des Verschönerungsvereins und gab immer wieder Geldspenden für dessen Aktivitäten. Zum Beispiel spendierte sie 1882 den Bau des Kriegerdenkmals Bensberg. Über ihren Tod hinaus wurde sie erst recht zur Wohltäterin. Sie hatte nämlich ihr gesamtes Vermögen testamentarisch der Gemeinde Bensberg zu sozialen Zwecken vermacht. Das führte am 6. Mai 1891 zur Versteigerung des gesamten Nachlasses. Er wurde unter dem Namen Emilienstiftung für die Armen zur Linderung ihrer Not verwandt.

## Ehrungen
- In der Schlossstraße neben der Auffahrt zum Schloss Bensberg errichtete der Verschönerungsverein den Emilienbrunnen, der nach wie vor in Betrieb ist. Allerdings wurde er baulich vor wenigen Jahren verändert.[2]
- Auf dem Fußweg vom Vinzenz-Pallotti-Hospital nach Bensberg liegt auf halber Strecke angrenzend an das Kardinal-Schulte-Haus die so genannte Emilienhöhe. Der frühere Aussichtsturm wurde in den 1940er Jahren beschädigt und entfernt.[2]
- Die Stadt Bergisch Gladbach widmete ihr im Jahr 2003 den Emilie-Schmitz-Weg, ein Fußweg zwischen der Rosenhecke und der Kauler Straße.[3]